# 人間万事塞翁が丙午
『人間万事塞翁が丙午』（にんげんばんじさいおうがひのえうま）は、青島幸男作の小説。著者の母をモデルとしている。書名は主人公ハナが丙午に生まれたことによる。戦中から戦後にかけての下町の生活を、講談調で記述している点に特徴がある。タイトルは中国の古書「淮南子」に書かれている故事「人間万事塞翁が馬」のパロディ。
1981年第85回直木三十五賞（直木賞）受賞作品。1982年にTBSによりテレビドラマ化された。
なお、本作には以下の様な特徴がある。
- 直木賞を取ると周囲に公言して執筆を始めた作品
- 小説としては処女作
- 処女作での主要文芸賞の受賞

このような要素が重なった作品は日本の文学史を見渡しても他に無く、「超マルチタレント」とも称された青島の優れた才能の一端を示すエピソードとして知られる。

## あらすじ
呉服問屋が並ぶ東京日本橋の堀留町にある仕出し弁当屋「弁菊」が舞台となっている。主人公ハナは21歳のときに、人情味あふれるにぎやかな下町に嫁いだ。そして夫の次郎とともに謙一、幸二の二人の息子を育て上げる。また様々な事件に遭遇するが、持ち前の明るさとたくましさで乗り越えていく。
夫の次郎に召集令状が届き従軍、復員、再召集、帰還、そして戦後に旅館業を営み次郎が亡くなるまでを描く。

## テレビドラマ
1982年4月28日から同年7月21日までTBS系列の『日立テレビシティ』で放送された。全13回。

### 出演者
- 桃井かおり
- 梅宮辰夫
- 殿山泰司
- 加藤治子
- 川田あつ子
- 山口いづみ
- 木内みどり
- 大友柳太郎
- ケーシー高峰
- 小松政夫
- 柄本明
- 左とん平
- 野村昭子
- 天地総子
- 田武謙三
- 鷲尾真知子
- 宮崎達也
- 風見律子
- 三好鉄生
- 草薙良一
- 大本健
- 佐野大輔
- 神林佳代
- 久保晶
- 山崎満
- 香山エリ
- 小野充里
- 福松進也
- 成瀬明
- 十日市秀悦
- 斎藤宗一[1]

### スタッフ
- 原作 - 青島幸男
- 脚本 - 寺内小春
- 演出 - 久世光彦、近藤邦勝
- 演出補 - 沢本功、小泉守、小川定孝
- 記録 - 市島恵子
- 技術 - 島崎孝雄
- 映像 - 田中文夫、桜井茂、山崎秋夫、伊藤修、野条光一、白井昭至、石田伸夫
- 照明 - 海老原靖人、浅田和男、的場謙一、三宅洋、斉藤幸一、川路淳
- 音声 - 片岡博司、海老原伸行、石田滋之
- デザイン - 西亥一郎
- 美術制作 - 澤井義雄
- タイトル文字 - 篠原英太
- 制作補 - 高野正雄
- 音楽 - 山本直純
- 演奏 - オズ・ムジオ
- プロデューサー - 久世光彦、三浦寛二、雨傘明男
- 制作協力 - 東通
- 制作 - KANOX、TBS[1]

### 主題歌
- 「アイ・ラヴ・ユーこの街」
  - 作詞・作曲・歌：三好鉄生　編曲：緒方泰男&ジェフ・バクスター[1]

| TBS系列 日立テレビシティ       | TBS系列 日立テレビシティ                | TBS系列 日立テレビシティ                          |
| 前番組                         | 番組名                                  | 次番組                                            |
| ------------------------------ | --------------------------------------- | ------------------------------------------------- |
| テレビ・夢・未来 （1982.4.21） | 人間万事塞翁が丙午 （1982.4.28 - 7.21） | 王貞治物語 -我が青春の甲子園- （1982.7.28 - 8.4） |